# Sheryl Rubio
Sheryl Dayana Rubio Rojas (sinh ngày 28 tháng 12 năm 1992) là nữ diễn viên, ca sĩ, người mẫu, vũ công và nhạc sĩ người Venezuela, được biết đến với vai diễn Sheryl trong series Boomerang Latin America trong vai Somos tú y yo.

## Những năm đầu
Sheryl Rubio sinh ra ở Caracas, Venezuela. Cha mẹ cô là Oscar Rubio và Damaris Rojas, cô có một chị gái, Damaris Belmonte, người đã bị bạn trai mình sát hại vào năm 1997, khi điều này xảy ra khi Sheryl 5 tuổi, cô thú nhận rằng đó là một cú sốc lớn đối với cô và mẹ cô, và điều này đã khiến cô tham gia vào các chiến dịch khác nhau của Phụ nữ Liên Hợp Quốc chống lại bạo lực giới và quyền phụ nữ. Rubio theo học tại Colegio San Jose de Tarbes tại Caracas, cô đã nói rằng khi đi học mình không nổi tiếng và thậm chí còn bị bắt nạt. Khi lên bảy tuổi, cô bắt đầu cảm thấy thích thú với việc trở thành một nữ diễn viên và bắt đầu sự nghiệp của mình với những vai diễn nhỏ trên truyền hình.

## Sự nghiệp
Năm 1999, Rubio bắt đầu theo đuổi sự nghiệp diễn xuất. Cô bắt đầu công việc và xuất hiện trong một số quảng cáo trước khi chuyển sang truyền hình. Rubio xuất hiện lần đầu trong chương trình Amantes de Luna Llena trên truyền hình vào năm 2000 khi cô 8 tuổi và thủ vai Angela Rigores.
Vào tháng 8 năm 2016, cô đã tham gia chiến dịch Upload Project với StandWithUs và tổ chức phi lợi nhuận của Israel, cùng với Candelaria Molfese ở các thành phố Tel Aviv và Jerusalem. Trong vài ngày, dự án nhằm mục đích quảng bá du lịch ở Israel, nữ diễn viên cũng đã đi du lịch và có nhiều ngày ở đây.

## Lịch sử điện ảnh

### Truyền hình
| Năm       | Tựa đề                      | Vai                              | Ghi chú                         |
| --------- | --------------------------- | -------------------------------- | ------------------------------- |
| 2000-01   | Amantes de Luna Llena       | Angela Rigores                   | Television debut                |
| 2001      | La soberana                 | Ana Ozores                       | Lead role                       |
| 2001-02   | La niña de mis ojos         | Renata Antoni Diaz               | Recurring role                  |
| 2005      | Atómico                     | Herself                          | Host (Season 2)                 |
| 2007-08   | Somos tú y yo               | Sheryl Sanchez                   | Main role (161 episodes)        |
| 2009      | Somos tú y yo: un nuevo día | Sheryl Sanchez / Candy           | Lead role                       |
| 2011      | NPS: No puede ser           | Sheryl Sanchez                   | Main role (50 episodes)         |
| 2010-11   | La viuda joven              | Sofia Carlota Calderon Humboldt  | Co-lead role                    |
| 2012      | Mi ex me tiene ganas        | Stefany Miller Holt              | Co-lead role (all 159 episodes) |
| 2013-2014 | Corazón esmeralda           | Rocio del Alba Salvatierra Lopez | Co-lead role                    |
| 2015      | Escándalos                  | Angela Mendori                   | Episode: "Adiós a las niñas"    |
| 2015      | Los hijos de Don Juan       | Malibu                           | Co-lead role                    |
| 2017      | Guerra de ídolos            | Julia Matamoros                  | Co-Lead role                    |
| 2018      | La Casa de las Flores       | Lucia Davila                     | Co-Lead Role                    |